# Guillermo León Valencia
Guillermo León Valencia Muñoz (Popayán, 27 de abril de 1909-Nueva York, 4 de noviembre de 1971) fue un abogado, político y diplomático colombiano. Fue presidente de Colombia entre el 7 de agosto de 1962 y el 7 de agosto de 1966. Fue miembro del Partido Conservador Colombiano.
Valencia ocupó varios cargos públicos desde concejal de Popayán hasta presidente de Colombia. Representó a Colombia ante la Organización de las Naciones Unidas durante la IV Sesión de la Asamblea General celebrada en 1949. Fue designado embajador extraordinario y plenipotenciario en España en dos oportunidades, una de ellas al culminar su mandato presidencial.
Fue presidente de Colombia entre 1962 a 1966, siendo el segundo presidente del sistema bipartidista conocido como Frente Nacional,siendo uno de los gobernantes menos sobresalientes de este período, salvo por la segunda mitad de su gobierno.[cita requerida] Valencia atacó al comunismo, apoyó la intervención de los Estados Unidos en Colombia y la profesionalización de las Fuerzas Militares. Apodado por algunos como el «presidente de la Paz», pues por medio de la política del Plan Lazo (Operación Soberanía) y «la política de pacificación» eliminó a varios de los llamados bandoleros.
En su gobierno surgieron las guerrillas de las Fuerzas Armadas Revolucionarias de Colombia (FARC) y el Ejército de Liberación Nacional (ELN), a quienes no logró controlar, y por lo cual se creó el sistema legal de autodefensas o de los grupos paramilitares amparados por el Decreto 3398 de 1965. Apoyó la intervención de los Estados Unidos en Colombia, no solamente para la capacitación militar, sino, desde el campo político y económico. Las empresas estadounidenses fueron adquiriendo territorios y diversas garantías para controlar sus productos, se realizaron tratados y apoyos económicos que ampliaron la deuda externa con los Estados Unidos y por ende la dependencia de Colombia con dicho país.Valencia como defensor del conservatismo estuvo en contra de la revolución cubana, rompiendo relaciones diplomáticas con Cuba. Colombia estaba en recesión debido a la caída en los precios del café a finales de los años 50. Su política económica no logró resolver el problema y el déficit en la balanza de pagos se mantuvo hasta después de su periodo.

## Biografía
Guillermo León Valencia Muñóz nació en Popayán, Cauca, Colombia, el 27 de abril de 1909, en el seno de una familia acomodada de la región, y de hecho, toda su parentela pertenecía a la élite de esta ciudad.
Realizó sus primeros estudios en el colegio de la Universidad del Cauca que se encontraba en el claustro de Santo Domingo. Desde temprana edad mostró interés por las ciencias humanas, en materias tales como filosofía, castellano, historia, gramática castellana entre otras. 
Se graduó como bachiller en Filosofía y Letras en 1926. Seguidamente, ingresó a la carrera de Derecho y Ciencias Políticas en la Universidad del Cauca, de donde egresó en 1931. En 1956, su alma mater le confirió el título doctor honoris causa en Derecho, Ciencias Políticas y Sociales.

### Primeros cargos
Siendo miembro del Partido Conservador Colombiano, al que pertenecía también su padre y varios de sus familiares y ancestros, ocupó diversos cargos públicos a nivel regional, nacional e internacional. Fue concejal de Popayán, diputado por la Asamblea de Cundinamarca, senador por Cauca, vicepresidente del Senado, e hizo parte del Directorio Departamental Conservador, y del Directorio Nacional.
Tuvo un semanario en Popayán llamado “Claridad” entre 1938 y 1943, donde se analizaban los problemas públicos y políticos de la región y del país; Valencia fue el director del periódico, mientras que los editoriales los escribía su padre, una figura respetada en la época. En sus palabras afirmaba Valencia:

«Fiel a mi vocación periodística y a las insignias enseñanzas de mi padre en esta nobilísima actividad intelectual he seguido creyendo, durante toda mi vida, que la verdad debe decirse siempre al pueblo, aún a riesgo de que sea conflictiva…»

### Adhesión al Ospinismo
Valencia se destacó como gran orador en la Convención Nacional Conservadora de 1946, por medio del cual el conservatismo eligió como candidato presidencial al ingeniero Mariano Ospina Pérez, quien como sobrino y nieto de expresidentes (siendo su abuelo el cofundador del Partido Conservador), era el heredero natural del liderazgo del partido.
Sin embargo, pese a su "derecho de sangre" como cabeza del conservadurismo, Ospina estaba sometido al liderazgo que venía ejerciendo desde 1933 el periodista Laureano Gómez Castro. Gómez representaba la facción más radical del partido, que comenzaba a debilitarse con el ascenso de Ospina a la candidatura presidencial en 1946.
Pese a esa pequeña división, Gómez logró la victoria para el partido, en parte por las divisiones entre los liberales que apoyaban a Gabriel Turbay y los que apoyaban al exalcalde mayor Jorge Eliecer Gaitán, y según algunas fuentes, con el uso de técnicas de intimidación de la población rural por parte del conservatismo. Ospina ganó las elecciones, recuperando el poder para su partido luego de 16 años de gobiernos liberales.
Por su parte, Valencia ocupó una curul en el Senado desde el 20 de julio de 1946.

#### El Bogotazo

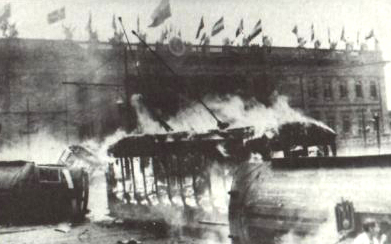
Quema de tranvías en el Bogotazo.

Durante los sucesos que desencadenaron El Bogotazo (9 de abril de 1948) y según el periodista Gabriel García Márquez, el caos se apoderó de Bogotá, y se llegó a reportar que una de las víctimas de los enardecidos liberales era el entonces senador Guillermo León Valencia, quien presuntamente habría sido asesinado a pedradas, y su cuerpo colgado en la plaza de Bolívar, luego de ser arrastrado por las calles. Cuando la calma retomó se supo que era sólo un rumor sin fundamentos.
Superadas las dificultades en la ciudad, en 1949 Ospina lo designó como delegado de Colombia a la IV Reunión Ordinaria de la Asamblea General de las Naciones Unidas, celebrada en octubre de ese año. De regreso al país, y ante el clima de violencia generalizada, Valencia participó en la campaña de Laureano Gómez a la presidencia, cuya victoria se dio por la negativa del liberalismo de participar en las elecciones y por el adelantamiento de las elecciones para 1949.

### Embajador de Colombia en España (1950-1953)
En 1950, posesionado Gómez, Valencia fue nombrado embajador ante España, entre 1950 y 1953, estableciendo amistad con el dictador Francisco Franco, a quien Gómez le tenía un aprecio especial, luego de haber conocido a Franco en su estadía en Alemania durante la Segunda Guerra Mundial A pesar del retiro de Gómez de la presidencia por enfermedad en noviembre de 1951, Valencia continuó al frente de la delegación diplomática en España. 
Valencia celebró un Convenio de Acuerdos Especiales de carácter cultural entre Colombia y ese país, firmado en Madrid el 4 de noviembre de 1952. A través de este convenio, el gobierno español se comprometió a ceder un terreno en la Ciudad Universitaria de Madrid, para construir el Colegio Mayor Miguel Antonio Caro, y a su vez, el gobierno colombiano entregó un lote en Bogotá para la construcción del Colegio Reyes Católicos.

### Dictadura de Rojas Pinilla (1953-1957)

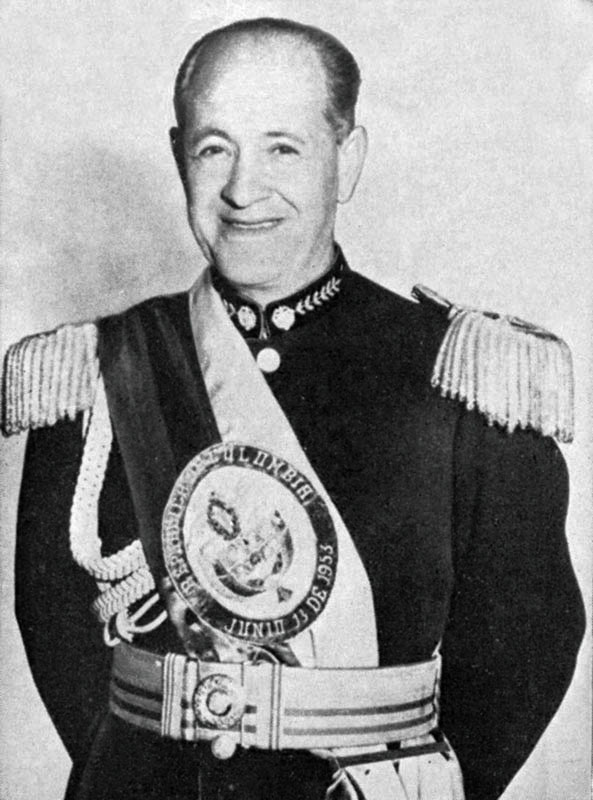
Rojas en 1953.

El sábado 13 de junio de 1953, el general ospinista[cita requerida] Gustavo Rojas Pinilla, encabezó un golpe de Estado que sacó del poder definitivamente a Gómez, quien intentó retomar el mando en la mañana de ese día. Tras el golpe estaba el sector ospinista del Partido Conservador, al que pertenecía Valencia. Sin embargo, a pesar de ello, comenzó a tener discrepancias con el gobierno militar. 
En 1956, durante un acto en el que la Universidad del Cauca le confirió el grado honoris causa en Derecho y Ciencias Políticas y Sociales, Valencia entonó un discurso sobre la necesidad de recuperar el Estado de Derecho y pronunció la defensa de la libertad, la democracia y de los partidos políticos reclamando el derecho de los ciudadanos a elegir libremente al Presidente de la República, en un debate electoral libre de fraude y de violencia.
Pese a sus diferencias con el general Rojas, su hermana Josefina Valencia se convirtió en ministra de educación de la dictadura, siendo la primera mujer en llegar al gabinete ministerial en la historia del país. A finales de 1956, la ministra Valencia encabezó junto a la ex primera dama Bertha Hernández de Ospina y la política liberal Esmeralda Arboleda, una serie de conferencias en la Comisión de Estudios Constitucionales, con el que buscaban la aprobación del voto femenino en el país.
Valencia siempre se opuso a la medida que defendía su hermana, pero terminó apoyando desde el Congreso, al que regresó en 1954, la medida legislativa de agosto de ese año, en parte por la presión que ejerció el general Rojas sobre él. Sin embargo su postura jamás cambió, ya que llegó a decirː

«El voto femenino y la intervención de la mujer en la política, puede destruir los hogares y (...) romper la paz de las familias colombianas».

La dictadura se volvió impopular a partir de 1956, y Valencia hizo parte de las negociaciones entre los partidos tradicionales, que buscaban una salida de alternación a la dictadura militar. Por su activismo democrático, Valencia fue puesto bajo arresto domiciliario por órdenes del general Rojas el 1 de mayo de 1956 y cumplió su reclusión en la casa donde se hospedaba en Cali; luego fue llevado a Bogotá el 3 de mayo de ese año.
Luego de salir de su detención, y durante las jornadas de mayo de 1957 (en las que finalmente Rojas acabó renunciando), cientos de estudiantes se movilizaron por las calles del país, para reclamar los abusos del poder aplicados por el gobierno de Rojas Pinilla. Valencia, apoyó dichas jornadas y atendió los reclamos de los estudiantes, participando de varios de esos movimientos.

### Primera candidatura presidencial (1957-1958)
El 8 de abril de 1957 los Directorios Nacionales Conservador y Liberal y Directorios de Antioquia Conservador y Liberal, emitieron un comunicado en el que se incluía una carta a Valencia en la que se le comunicaba que había sido escogido como candidato único del bipartidismo ante unas potenciales elecciones presidenciales, si la dictadura llegaba a su fin. Dicho comunicado decíaː

Dando cumplimiento al patriótico convenio celebrado el 20 de marzo del corriente año, tenemos el honor de comunicar a usted, en perfecto acuerdo, los partidos Liberal y Conservador han escogido su ilustre nombre para candidato nacional a la Presidencia de la República... Al escoger su nombre hemos tenido en cuenta no solo sus señaladas virtudes, sus dotes intelectuales, su desinterés personal y su amor a la República, sino también la circunstancia de haber sido usted uno de los coautores del convenio político del 20 de marzo y estar, por lo tanto, plenamente identificado con su texto y su espíritu

 La candidatura de Valencia era respaldada por el Partido Conservador en pleno, tras una tregua entre los ospinistas y los laurenistas, cuyo líder estaba exiliado en España desde 1953. También sumó el apoyo del Partido Liberal, reiterado en varias ocasiones por el expresidente Alberto Lleras, como director del Partido Liberal y el también expresidente Alfonso López Pumarejo, quienes lo ratificaron como candidato único en una reunión que se realizó en la casa de Alberto Zuleta Ángel. A la proclama de los partidos, muy rápidamente se unieron otros actos y proclamas en las ciudades de Colombia y se adhirieron a ella las más eminentes personalidades de la Nación.
La candidatura nacional de Valencia seguía ganando fuerza. El 2 de junio de 1957 la Comisión Nacional de Acción Conservadora, encabezada por el senador Álvaro Gómez Hurtado (hijo del expresidente Gómez) y otros importantes dirigentes como Juan Uribe Holguín, Alfredo Araújo Grau, Manuel Coronado, Hernando de Velasco; en conjunto con el Directorio Nacional Conservador: José Antonio Montalvo, Juan Uribe Cualla, Francisco de Paula Pérez, Hernán Jaramillo Ocampo, José Elías del Hierro, Rafael Azuero, Alfredo Carbonell, y Alfredo Vásquez Carrizosa profirieron un documento de unión conservadora en torno a la candidatura de Valencia ː

«Acogemos con entusiasmo la candidatura nacional del Doctor Guillermo León Valencia, esclarecido colombiano, para ejercer la Presidencia de la República en el periodo constitucional de 1958 a 1962. Por haber sido proclamada esa candidatura en una situación de anormalidad política que, afortunadamente, concluyó como consecuencia de la reacción nacional que culminó el 10 de mayo último, el Directorio Nacional Conservador y la Comisión Nacional de Acción Conservadora la presentarán a la Convención Nacional del partido para su ratificación».

 Con la renuncia de Rojas, el expresidente Laureano Gómez regresó al país en el mes de octubre de 1957. Su llegada inició un triste proceso de recriminaciones entre los sectores conservadores, y comenzó así a desquebrajarse nuevamente la unidad, afectando la candidatura presidencial de Valencia.
A pesar del pacto de los partidos, que establecía que en las elecciones de 1958 los dos partidos respaldarían a un conservador para la Presidencia, que sería sucedido en 1962 por un liberal, Gómez proclamó inexplicablemente la candidatura liberal de Alberto Lleras, para sustituir la candidatura de Valencia. Lo hizo, aún en contra de su propio partido, pues no existía en el conservatismo una figura capaz de derrotar el prestigio que había edificado Valencia en su lucha contra la dictadura. 
Valencia, sin embargo se mantuvo leal a su partido, votando por Lleras y retirando su candidatura en favor de este. También fue leal al gobierno de Lleras, llegando a apoyar sus programas progresistas.

#### Segunda candidatura presidencial
Cuando se acercaba la mitad del mandato de Lleras, los conservadores ya perfilaban como su candidato al líder de extrema derecha e importante apoyo para el presidente del partido -Laureano Gómez-, el pensador Gilberto Alzate Avendaño. Alzate era senador cuando el partido le ofreció ser el candidato oficial de los conservadores, pero falleció en noviembre de 1960 a la temprana edad de 50 años, por lo que el partido decidió apoyar una segunda candidatura de Valencia.
En parte el apoyo se dio por las intenciones de Ospina de regresar al poder, por lo que Gómez interpuso a Valencia en su camino; Ospina entonces apoyó al disidente conservador Jorge Leyva Urdaneta, pariente del expresidente Roberto Urdaneta. También se presentaron a la campaña el disidente liberal Alfonso López Michelsen, fundador del MRL, y el expresidente Gustavo Rojas Pinilla, quien había recuperado sus derechos políticos en 1960.
Las elecciones se realizaron el domingo 6 de mayo de 1962, donde Valencia fue electo con una importante ventaja sobre sus contendientes, dado que recibió los votos de los liberales adeptos al pacto de alternación, con una votación aproximada de 1'600.000 votos. En segundo lugar quedó López Michelsen y luego Leyva Urdaneta y Rojas Pinilla, en tercer y cuarto lugar, respectivamente.

## Presidencia de Colombia (1962-1966)
El gobierno de Guillermo León Valencia se caracterizó por las políticas de entendimiento, diálogo, reconciliación y paz entre los pueblos. Así mismo, buscó el fortalecimiento de la seguridad en todo el territorio nacional, el incremento presupuestal a la salud pública, el mejoramiento de la educación, la vivienda, la economía, los medios de comunicación; apoyó el sector agrario en especial a los campesinos, indígenas y afrocolombianos, fue un gran diplomático logrando establecer vínculos comerciales, políticos y culturales con varios países de sur América como Venezuela, Ecuador, Perú y Chile.
Atendiendo las políticas de reconciliación nacional entre partidos, Valencia aplicó el concepto de milimetría, el cual consistió en elegir un gabinete ministerial compuesto acorde con la distribución de curules en el Congreso, entre los distintos grupos de los partidos Conservador y Liberal.

### Seguridad y orden público
El principal objetivo del Presidente Valencia fue buscar la paz para el país mediante la seguridad nacional, en este sentido, modernizó y profesionalizó las Fuerzas Militares, capacitando a los oficiales y suboficiales en cursos a nivel nacional, regional e internacional. Organizó la Policía Nacional, para el control en las zonas urbanas y departamentales, de igual manera respaldó las acciones cívico-militares, bajo el decreto 1381 de 1963. Dichas acciones, estuvieron encaminadas a fortalecer los servicios sociales a las poblaciones más apartadas, incrementando la atención en salud, vivienda, educación y seguridad. Así, se propuso luchar por todos los medios legales al alcance en la erradicación total de la violencia.

Mapa de las llamadas "repúblicas independientes"

El 25 de diciembre de 1965 expide el Decreto 3398 (luego Ley 48 de 1968 durante el gobierno de Carlos Lleras Restrepo) que permite a los militares entregar armas de uso privativo de las FF.MM a los civiles y constituir grupos armados de autodefensa o paramilitares coordinados por el Ejército Nacional. En su gobierno, el 23 de febrero de 1963 se presentó la Masacre de Santa Bárbara (Antioquia), cuando el Ejército Nacional reprimió una protesta de trabajadores cementeros:11 muertos.
En el contexto de la Guerra Fría y el apoyo de las políticas norteamericanas, Valencia realizó la Operación Soberanía ideado por el Ministerio de la Defensa, el cual tuvo como principales objetivos crear grupos de inteligencia, organización de localizadores y de rastreo, unidades de combate pequeñas y acercamientos con la población civil. Bajo este contexto, se iniciaron los ataques a las llamadas "repúblicas independientes": Marquetalia (Tolima), Riochiquito (Cauca), El Pato (Huila), Sumapaz (Cundinamarca) y Guayabero (Meta), donde se encontraban grupos bandoleros y de las primeras guerrillas. Luego de la operación, al no acabar con los guerrilleros liderados por Manuel Marulanda, Jacobo Arenas y Ciro Trujillo conforman el Bloque Sur, que pasaría a denominarse Fuerzas Armadas Revolucionarias de Colombia (FARC) en 1966.
El 7 de enero de 1965, aparece el Ejército de Liberación Nacional (ELN), con la Toma de Simacota (Santander). También fue abatido el sacerdote líder de la Teología de la Liberación (condenado por el papa Pablo VI, y la jerarquía católica), sociólogo y líder del Frente Unido del Pueblo: Camilo Torres Restrepo quien se había unido al ELN en el combate de Patio Cemento (Santander), y su cuerpo desaparecido por Ejército Nacional Las Fuerzas Militares y la Policía Nacional abatieron a varios de los cabecillas del bandolerismo, Efraín González Téllez'Siete Colores', Jacinto Cruz Usma alias ‘Sangre Negra’, José William Aranguren alias ‘Desquite’, Teófilo Rojas Varón alias ‘Chispas’ entre otros que venían delinquiendo desde el periodo de La Violencia bipartidista.

### Economía
Se logró una mayor participación de la industria del petróleo, en el desenvolvimiento de la economía nacional, mediante un aumento de la producción y exportación de petróleo crudo. Se incrementó, la actividad minera. Se incrementó la cobertura eléctrica. En 1963, se instituyó el Instituto Nacional de Radio y Televisión. Se creó la Defensa Civil. Se avanzó en la comunicación telefónica, con la instalación de los primeros teléfonos automáticos de larga distancia. Se creó el Fondo de Fomento Agropecuario, dirigido al servicio de las comunidades indígenas.
Se dispuso la celebración, el primer domingo de junio de cada año (día del campesino), para que la nación le dedicara un día al reconocimiento y al trabajo del campesino. Se impulsó el significado del cooperativismo, en el ámbito económico, laboral, artesanal y comunal. Fortalecimiento de las Juntas de Acción Comunal, por medio de las cuales se construyeron carreteras, puentes, vías y caminos vecinales; acueductos, puestos de salud, escuelas, entre otros. Se desarrolló una amplia política de vivienda popular, sin cuota inicial. Se subió el presupuesto de la educación nacional de un 10 % al 20 %. Se respaldó la educación técnica a través del SENA (Servicio Nacional de Aprendizaje). Se impulsaron los ya establecidos colegios INEM, en todo el país (Instituciones Nacionales de Educación Media).
Se promulgó la Ley 50 de 31 de diciembre de 1964, que dispuso el estudio de factibilidad técnico administrativa, la ruta y el costo del canal del Atrato. Mediante Acto Legislativo 1 de 1964, con vigencia a partir del 1 de julio de 1965, la Intendencia de la Guajira fue convertida en Departamento. Mediante Ley 2 de 1966 se creó el departamento del Quindío, segregándolo del departamento de Caldas.
Creó la Junta Monetaria, para evitar una inflación dentro del país. Anticipó la necesidad de incorporar a Colombia a la economía internacional, en 1963. La junta fue reemplazada en 1991, por el Banco de la República. Concibió el Plan Vallejo, que permitió estimular las exportaciones. Promovió la Reforma Laboral de 1963, dando un paso importante en el entendimiento entre empresarios y trabajadores. La retroactividad de las cesantías, se constituyó en 1963 en la mayor reivindicación de los trabajadores.
En el campo de la seguridad social, el presidente Valencia aprobó y subsidió los medicamentos genéricos, para toda la población, en especial los sectores populares. Mejoró las vías de comunicación, entre ellas Buga-Tuluá (Valle del Cauca) y la carretera Bogotá-Medellín. Entregó recursos considerables para las obras en el puerto de Buenaventura, Valle del Cauca. Adecuó y entregó el aeropuerto Guillermo León Valencia en Popayán. Pavimentó la vía panamericana Popayán – Cali. Amplió la señal televisiva en Popayán. Ratificó la nacionalización de la Universidad del Cauca, en 1964.
Inauguró el puente sobre el río Ariari, en el departamento del Meta. Se inició la construcción del puente José Antonio Páez sobre el río Arauca en la frontera con Venezuela. Para el desarrollo del comercio y del transporte de los productos derivados del petróleo.

### Política exterior

#### Visitas internacionales
Durante su mandato, logró establecer varios vínculos con en el exterior que ayudaron en las políticas sociales y económicas de la nación. Una de ellas fue la ratificación de la Alianza para el Progreso, la cual significó las ayudas del gobierno de los Estados Unidos para los países latinoamericanos, fortalenciendo el lazo creado por Lleras, quien recibió a John F. Kennedy en 1961. Valencia visitó en Washington D. C., al presidente Kennedy en junio de 1962. Con respecto a la Alianza, Valencia argumentó:

La Alianza para el Progreso viene ocupándose ante todo de aquellos propósitos capaces de modificar esencialmente la vida del pueblo para darle unas condiciones mejores de existencia, aunque las inversiones no sean de inmediato rendimiento económico. Los dineros de la Alianza se están invirtiendo especialmente en salud, en educación, en vivienda y en aquellas obras de desarrollo que se refieren directamente al cambio de condiciones esenciales en la vida del pueblo.
Guillermo León Valencia, 1962.

A finales de septiembre de 1964, Valencia recibió en visita al general Charles De Gaulle en Bogotá; era la primera vez que un mandatario francés visitaba a Colombia. Esta visita permitió fortalecer los vínculos culturales, políticos, educativos y económicos con Francia. Entre ellos: la creación de los institutos colombo-francés, intercambio de estudiantes, docentes e investigadores entre universidades de ambos países. Valencia ofreció una cena a De Gaulle donde se le escapó el famoso «¡Viva Españaǃ». Sin menores contratiempos, al día siguiente De Gaulle visitó la plaza de Bolívar, la Quinta de Bolívar y el Liceo Francés en su descapotado, y en la noche Valencia fue condecorado por De Gaulle en la embajada francesa.

#### Lazos con otros países
La política exterior , llegó a la República de China (Taiwán), la República Federal de Alemania, Angola. Con cada uno de estos Estados, logró configurar vínculos comerciales y culturales. Alemania, por ejemplo, fue uno de los grandes compradores del café de Colombia, además de mantener lazos de carácter cultural y educativo. También mantuvo relaciones con la Santa Sede, mediante las cuales se impulsaron obras en pro de los más necesitados del país, en asocio con la Iglesia Católica colombiana.

#### Relaciones interamericanas
En el ámbito latinoamericano, estableció buenas relaciones económicas, políticas y culturales. Visitó al presidente de Venezuela Rómulo Betancourt el 7 de agosto de 1963, con ello se logró establecer el intercambio de productos entre ambas naciones. También se construyó entre ambos países el puente José Antonio Páez en la frontera en el departamento de Arauca. Valencia se entrevistó con el presidente de Venezuela Raúl Leoni el 18 de febrero de 1966, ratificando los vínculos diplomáticos.
El 12 de marzo de 1966 se entrevistó con la Junta Militar del Gobierno de Ecuador en la frontera en el puente de Rumichaca. En esta reunión se firmó el Acta de Rumichaca, en la que se estableció un plan quinquenal de desarrollo impulsado por el Banco Interamericano de Desarrollo (BID). Ambos gobiernos se comprometieron a lograr acuerdos bilaterales para el mejoramiento de las relaciones económicas y sociales.
Otros países, con los cuales tuvo buena relación fueron: Perú y Chile, con ellos se logró realizar acuerdos económicos, para el comercio de productos, a través del océano Pacífico y las vías panamericanas. Así, en la década del sesenta se debe resaltar el apoyo que el Gobierno colombiano dio al proyecto de la Carretera Marginal de la Selva, a fin de promover la construcción de esa vía en su propio territorio, como también su liderazgo en la creación del Pacto Andino, el 16 de agosto de 1966. Igualmente, Valencia, respaldó el Convenio Cultural del 30 de junio de 1961 y su Acuerdo Adicional del 30 de marzo de 1979, son los de mayor importancia y, además, de actual vigencia.
Valencia, respaldó las políticas interlatinoamericanas, principalmente el Tratado de Montevideo de 1960, base de la Asociación Latinoamericana de Libre Comercio (ALALC) la cual, veinte años después, se convirtió en ALADI, Asociación Latinoamericana de Integración. Originariamente este Tratado fue firmado por México, Argentina, Brasil, Chile, Perú, Paraguay y Uruguay. Colombia adhirió con posterioridad. Sin embargo, la poca dinámica de la ALALC, las asimetrías y disparidades entre las diferentes economías, así como la concepción integracionista de presidentes como Eduardo Frei y Carlos Lleras, dieron lugar al Pacto Andino.

### Controversias y desvaríos

#### Crisis del Ministerio de Guerra
Su ministro de guerra, Gral. Alberto Ruiz Novoa figuró como una de las personas más importantes de su gobierno, no solo por el éxito de la Operación Soberanía (que derivó en el surgimiento de las FARC), sino también por su proselitismo político, prohibido en Colombia para los militares y policías. Fue el impulsor del Plan Lazo, con el que aplicó la directriz de pacificación, que a pesar de dar excelentes resultados, no fue suficiente para enfrentar a las nacientes guerrillas comunistas. Con la retoma de Marquetalia, el sitio pasó a llamarse Villa Susana, en homenaje a la fallecida primera dama, Susana López.
Ruiz Novoa se atrevió a criticar al presidente públicamente en enero de 1965, sugiriendo cambios importantes, pero siempre afines a los intereses de la aristocracia colombiana, a quien tampoco le agradaba el gobierno Valencia. Éstas críticas lo perfilaron como importante rival del gobierno, e incluso hubo sectores que apoyaban una eventual candidatura de Ruiz. Finalmente, con los rumores de golpe de Estado circulando por todo el país, Valencia retiró a Ruiz del ministerio, y en su lugar nombró al General Gabriel Revéiz Pizarro como ministro de guerra, para completar el período que le faltaba a Ruiz. En febrero de 1965, Valencia relevó a Ruiz de sus funciones en el Ejército Nacional.

#### Relación con la prensa y El gorilato
Valencia se hizo conocido por sus salidas en falso con la prensa; de hecho sus contradictores solían decir que "metía las patas", además de su supuesta fama de distraído y mal afortunado (incluyendo la prematura muerte de su esposa en 1964). Sin embargo, era un favorito de otros periodistas, a tal punto que se hizo amigo de 4 periodistas que lo seguían a todos lados, y que se conocieron popularmente como Los Gorilasː Iáder Giraldo, de El Espectador; Camilo López, de El Tiempo; Alberto Giraldo, de El Siglo, y Darío Hoyos, de La República.
El nombre de Los Gorilas, también conocidos como El Gorilato, se dio a raíz de la visita de Charles de Gaulle a Colombia, también en 1964. Los escoltas del mandatario francés eran vistos como "gorilas" por las personas del grupo diplomático colombiano, a lo que uno de los colombianos afirmó ː

«Mucho cuidado compañeros que  inmediatamente llegarán sus escoltas gorilas»; (luego) Silvio Villegas (...) exclamó,  «pues Arturo, ellos también son gorilas, gorilas periodistas, pero muy allegados al mandatario Valencia».
Septiembre de 1964

#### Sus lapsus
Entre sus salidas en falso, por ejemplo, cuando le pidieron que comparara al nuevo presidente Lyndon B. Johnson, a propósito del asesinato de Kennedy en 1963 y de su asistencia al funeral en Arlington -donde depositó una flor honrando al fallecido-, llegó a decir que no creía que se pudieran parecer, afirmando queː

«Eso sería como comparar a un águila con una gallina»

En otra ocasión, se cuenta una vez que durante una alocución presidencial en diciembre de 1964 -cuando aún estaba reciente la toma de Marquetalia- afirmó que el mal carácter de los colombianos se derivaba de su falta de vacaciones. Pese a que sus intenciones eran la promoción del turismo para la población de clase media del país, prestando especial interés en los destinos marítimos, el comentario es visto hoy con desprecio.
Otra de sus «metidas de pata», y por las que pasó a la historia se dio en septiembre de 1964. Se recuerda la anécdota en la que Valencia, en medio de un brindis en una cena en honor a De Gaulle, luego de dar su discurso de bienvenida para el mandatario francés y en medio de un lapsus llegó a decir «¡Viva Españaǃ». El encargado de la traducción tomó las medidas pertinentes y al parecer el mandatario francés no se percató del «oso diplomático». En realidad, según la prensa de la época, lo que realmente sucedió fue, que en medio de la cena de bienvenida, a Valencia se le escapó éste comentario ː

«Señoras y señores: acompañadme a brindar esta copa por el futuro y la grandeza de España, por la salud y la ventura del general De Gaulle y su ilustre comitiva».
Guillermo León Valencia, septiembre de 1964.

## Postgobierno

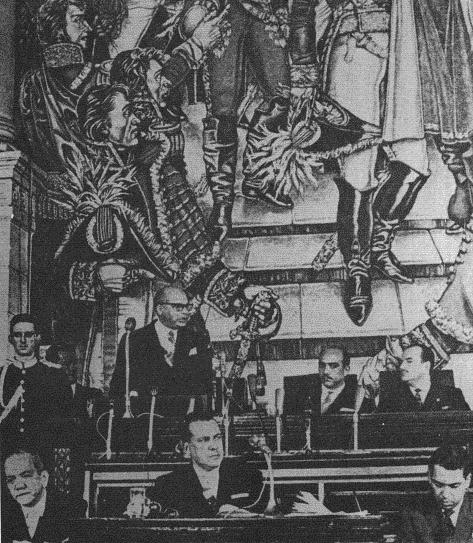
Lleras recibiendo el poder en 1966

El 7 de agosto de 1966, entregó su cargo de Presidente de la República, al liberal Carlos Lleras Restrepo. Se sabe que cuando estaba en camino al Capitolio para la ceremonia de trasmisión del mando, la gente lo aplaudía a su paso por la calle, agradeciéndole su gestión por la paz. De hecho se le recuerda como el «presidente de la paz». Valencia, continuó respaldando los acuerdos del Frente Nacional y la concordia entre los partidos. Promovió la unión del Partido Conservador y las políticas de entendimiento mutuo.
En 1968, el Gobierno colombiano lo designó por segunda vez, embajador plenipotenciario en España. La invitación, la recibió también por parte del Gobierno español, cargo que ejerció hasta 1970. Siendo así, su último cargo público. Como Embajador, logró finalmente la construcción del Colegio Mayor Miguel Antonio Caro dentro del campus de la Universidad Complutense de Madrid, el colegio fue inaugurado en 1971, ha servido hasta el presente como lugar de residencias para los estudiantes becados de Colombia, que inician sus programas en España.
Por otro lado, se hizo entrega del Buque Escuela “Gloria” Armada Colombiana, septiembre de 1968 en Bilbao, España. El buque fue autorizado en enero de 1966 según el decreto n.º 111, siendo aún Presidente de Colombia Guillermo León Valencia. Es hoy en día el buque insignia y representante de Colombia por los mares del mundo. Es el más antiguo de los cuatro veleros hermanos, construidos por el mismo astillero, aparejados a Bricbarca.

### Últimos años
En 1970, terminó su embajada en España, su último cargo público. De regreso en Colombia, respaldó al candidato conservador Belisario Betancourt para las elecciones presidenciales del 19 de abril de 1970, que Betancur perdió ante el candidato oficialista Misael Pastrana, en un sonado escándalo por un presunto fraude electoral contra el expresidente Gustavo Rojas Pinilla de la Alianza Nacional Popular (Anapo). Durante la gira se le escapó otro desaguisado, cuando confundió a Cauca con Caldas, llegando a decir después de que le hicieron caer en cuenta del error:

«Ustedes perdonen, pero es que quiero tanto a este departamento que lo confundo con el mío»

En 1971, presentó complicaciones de salud, agravándose a finales de este año, por lo que decide viajar a realizarse algunos chequeos médicos en la Clínica Mayo en Minnesota, Estados Unidos. Después de los chequeos médicos, viajó a Nueva York acompañado por su hijo Ignacio, donde finalmente murió a causa de un infarto el 4 de noviembre de 1971, a los 62 años, en el hospital Rochester. Murió sin poder regresar a Colombia, ya que días antes de su muerte había declarado su deseo de regresar al país.
Su cuerpo fue repatriado a Colombia, y en Bogotá le realizaron los funerales de jefe de Estado; seguidamente fue trasladado a su natal Popayán, siendo sepultado primero en su casa natal, hoy Museo Nacional Guillermo Valencia. En 2008, sus restos y los de su esposa fueron trasladados a la Casa Museo Guillermo León Valencia ubicada en Popayán, donde se le rinde tributo a su memoria.

## Vida privada

### Semblante
A pesar de ser un periodista importante y ser hijo de un destacado poeta, Valencia no era un buen escritor y tampoco lector asiduo. Sin embargo, sus discursos eran fogosos y cargados de figuras literarias obsoletas, incluso para la época. Existen, pocas evidencias de sus escritos, lo que alimenta la versión de que le daba pereza leer y escribir.
Sus salidas en falso no solo se dieron durante su presidencia. Se recuerda una vez, a mediados de la década de 1930 que el senador liberal Gabriel Turbay expuso el asesinato de líderes liberales en el país a manos de conservadores. Los "godos", viéndose atacados recurrieron a Valencia, quien en ese momento también era congresista, y al notar que no se inmutaba ante las acusaciones, dijo jocosamente, en referencia a su procedencia y la fama de comerciantes de los descendientes de árabes en Colombiaː

«Déjenlo, que él es turco y rebaja»
Guillermo León Valencia, a mediados de la década de 1930.

Además de su mala fama con la prensa, Valencia era un hombre al que se veía como "de armas tomar". Su carácter era fuerte y son varias las anécdotas que se recuerdan de él en términos poco amables con otras personas de su entorno privado o profesional. En una de ellas, se sabe que intentó dispararle al general Ruiz cuando leyó su carta de renuncia al Ministerio de Guerra, luego del asunto de la militancia política. El mismo Valencia confirmó el incidente en una entrevista de 1969, recuperada por El Tiempoː

«(En el bolsillo del pantalón) yo tenía el revólver cogido ya de la culata y con el gatillo en la mano (...) Si él me intimaba a prisión, yo le disparaba, porque me parecía que era una insurrección militar, que yo estaba en el deber de conjurar, inclusive por la fuerza».
Guillermo León Valencia, 1969

Sin embargo los dos personajes se reencontraron en buenos términos tiempo después, y se dio lugar a la siguiente anécdota ː

«El intercambio de palabras fue breve: “Señor presidente, noto que el vestido le queda un poco flojo, porque ha adelgazado”, le dijo Ruíz. Respuesta a la valenciana: “En cambio, general, a usted le queda divinamente el Everfit”».

### Afición a la caza
Una de sus grandes pasiones fue la cacería. Desde muy joven practicó esta actividad en compañía de sus amigos y familiares. Sus lugares preferidos eran la Hacienda Belalcázar, los páramos y las montañas del Departamento del Cauca. Dentro de esta práctica, que lo llevó a recorrer varias regiones del país como la Costa Atlántica, la Amazonía, la Orinoquía, la Andina y la Pacífica; Valencia conoció las necesidades de las comunidades campesinas, indígenas y afrocolombianas, a las cuales tuvo en cuenta en el desarrollo de sus políticas como Presidente de Colombia con respecto a los subsidios, vivienda, salud, educación, entre otros.
Valencia cultivó una amistad con el dictador español Francisco Franco y se cuenta que iban juntos a cazar ciervos cuando Valencia vivía en Madrid como diplomático al servicio del gobierno de Gómez. El lugar elegido para las jornadas de caza era el Palacio del Pardo.

## Familia

### Ascendencia
Guillermo León Valencia perteneció a la poderosa familia Valencia, cuyo centro familiar es Popayán. Si bien existe información que vincula a Valencia con exitosos hombres de negocios de la época independentista, se sabe que él mismo afirmaba ser descendiente de próceres. Se recuerda la siguiente anécdota al respectoː

«Un coterráneo le dijo en una disputa, "es que usted se cree autorizado para humillar a las gentes porque desciende de próceres, pues sepa que yo también desciendo de próceres", a lo que Guillermo León Valencia contestó, "lo que pasa mi querido amigo, es que usted descendió demasiado".»
Tiros de Guillermo León

El ancestro más reciente de la familia fue el noble neogranadino, filántropo y exitoso banquero Pedro Agustín de Valencia, quien fundó la actual Casa de la Moneda de Popayán. Sus descendientes llevaron el título de condes de Valencia.
Dos de sus nietos fueron prominentes en los primeros años de la república. Marcelino Pérez de Arroyo, fue sacerdote, arquitecto y parte de la gesta independentista de Simón Bolívar, y Santiago Pérez de Arroyo, es considerado prócer de la independencia.
El padre de Guillermo, fue el poeta, político conservador y candidato presidencial en 1922, Guillermo Valencia. Su madre era Josefina Muñoz Muñoz, hija de Ignacio Muñoz, comerciante, ganadero, cafetero y minero caucano, quien ayudó al desarrollo económico en el ámbito regional y nacional. A pesar de la afiliación de su familia al partido Conservador, dos de los hermanos de Guillermo León eran de ideología comunista.
Su hermana Josefina Valencia de Hubach, fue la primera mujer en América Latina en ocupar un cargo público (Ministra de Educación), la primera mujer gobernadora en Colombia, y también una de las primeras en tener cédula de ciudadanía. Su activismo fue vital para el alcance de los derechos políticos de las mujeres en Colombia, a pesar de que su hermano Guillermo León estaba en contra de la participación política de las mujeres.
Por su parte, su hermano Álvaro Pío Valencia se destacó en el ámbito académico, egresado como abogado de la Universidad del Cauca. Fue rector y profesor de esta institución y del Liceo, rector de la Universidad Santiago de Cali y rector de la Universidad Autónoma de Occidente en Cali. Alcalde de Popayán y concejal, en 1944, así como también diplomático en Brasil al lado de su padre. Curiosamente, era de ideología marxista, siendo un importante activista de izquierda, en contraste con los ideales conservadores de su hermano, y en general de toda su familia, y de hecho Guillermo llegó a decir de él ː

«(...) mi hermano leyó el poema “Anarkos” sin la última palabra: ¡Jesucristo! En cambio, yo lo leí entero».

### Matrimonio y descendencia
Guillermo contrajo nupcias con Susana López Navia el 31 de enero de 1931. Del matrimonio nacieron Pedro Felipe, Alma, Ignacio y Diana Valencia López.
Su hijo mayor, Pedro Felipe Valencia López, fue político y embajador de Colombia ante Japón en el gobierno de Ernesto Samper. Ignacio Valencia López, el tercer hijo de Guillermo y Susana, se casó con la hija del político Mario Laserna Pinzón, fundador de la Universidad de los Andes, de la que es egresada la hija de Ignacio, y por lo tanto nieta de Guillermo, la abogada, escritora y senadora de Colombia, Paloma Valencia.
Otra hija de Ignacio, Cayetana Valencia, es la esposa del político y periodista conservador Juan Carlos Pastrana, hermano del expresidente de Colombia Andrés Pastrana Arango, e hijo de Misael Pastrana Borrero, presidente de Colombia (1970-1974), amigo íntimo de Guillermo León. Diana Valencia se casó con el político Aurelio Iragorri Hormaza, y el hijo de ambos, Aurelio Iragorri Valencia, fue ministro en el gobierno de Juan Manuel Santos.

## Homenajes

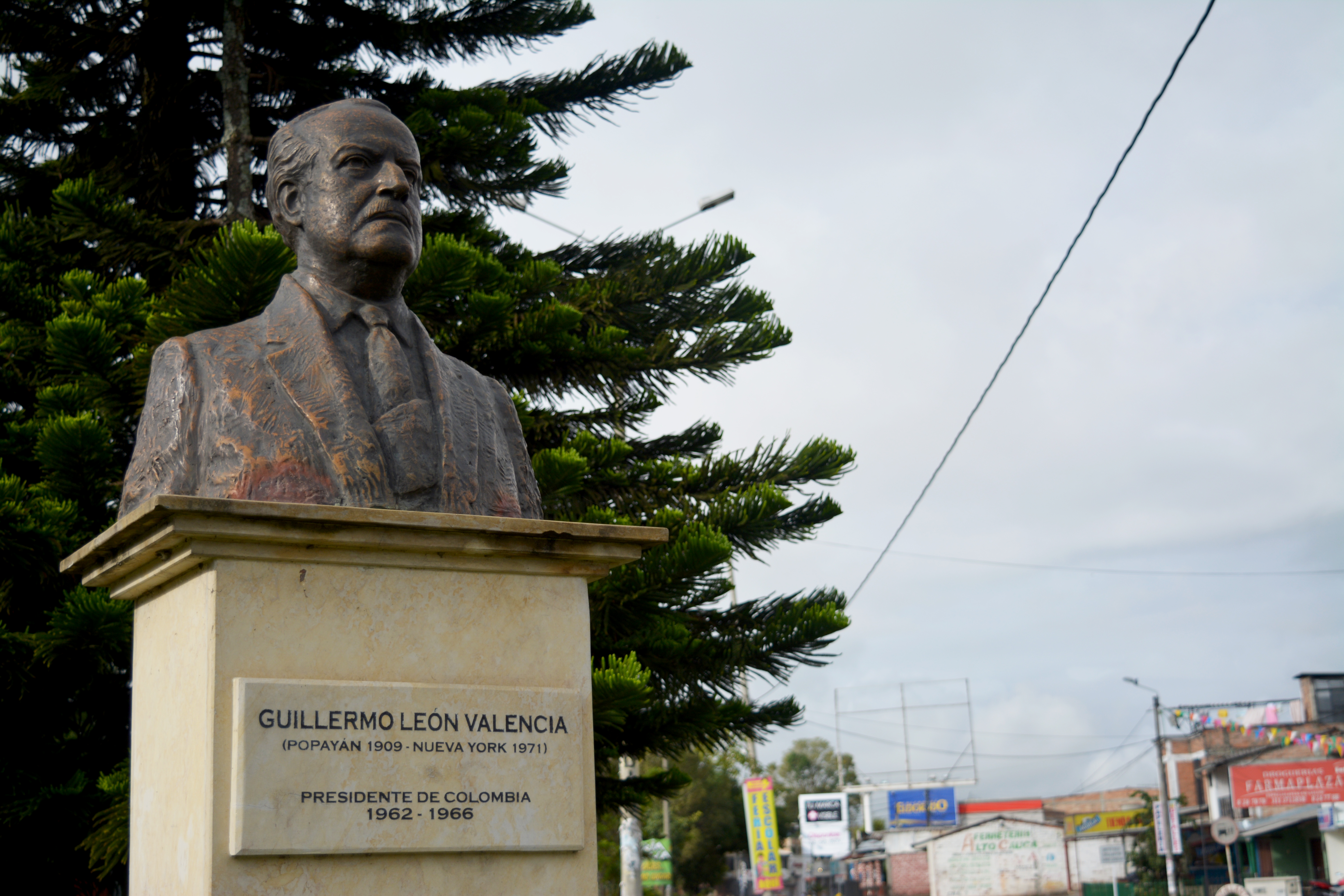
Busto de Valencia

### Museo Guillermo León Valencia
Como tributo a su legado fue sancionada la Ley 70 de 1973, por medio de la cual se creó La Casa Museo Guillermo León Valencia, ubicada en Popayán, donde reposan sus restos mortales y los de su esposa. El museo fue abierto al público en el 2008 y reinaugurada en 2009 como homenaje a su natalicio.
Cuenta con tres salas de exhibición permanente que dan cuenta de la vida y obra de Guillermo León Valencia a través del registro fotográfico de momentos de su vida familiar y del ejercicio político que lo llevó a ocupar diferentes cargos públicos, que desempeñó antes y después de la Presidencia de la República.
Así mismo, cuenta con sala de exposiciones temporales, sala interactiva, auditorio de eventos, sala de pintura y sala de música para niños y niñas, con el ánimo de convertirse para la ciudad en un centro cultural al alcance del público visitante.

### Distinciones
A lo largo de su vida pública obtuvo varios reconocimientos de carácter regional, nacional e internacional, entre medallas, títulos, bandas, placas y otros. Algunos de ellos son los siguientes:

#### Regionales
- Gran Cruz de Esmeraldas de la Orden Civil Cundinamarquesa Antonio Nariño (Departamento de Cundinamarca).
- Gran Cruz de Belalcázar (Popayán - Cauca).
- Medalla Estrella de Oro de Antioquia (Departamento de Antioquia).
- Medalla Ciudades Confederadas del Valle del Cauca (Departamento del Valle del Cauca).
- Medalla Trabajo y Civilización (Armenia Quindío).
- Medalla Cámara Júnior de Cali (Cali Valle del Cauca).
- Medalla Alejandro Cabal Pombo (Cali Valle del Cauca).
- Condecoración Llave del SENA (Barranquilla Atlántico).

#### Nacionales
- Banda presidencial (Primera candidatura)
- Banda presidencial (Presidente de Colombia)
- Orden de Boyacá en el Grado de Gran Cruz (Colombia)
- Medalla Policía Nacional Gran Estrella Cívica – categoría extraordinaria (Colombia).
- Medalla Guardia Presidencial (Colombia).
- Medalla Cruz de La Fuerza Aérea al Mérito Aeronáutico (Colombia).
- Medalla al Mérito General José María Córdoba (Colombia).
- Medalla del Mérito Naval Almirante Padilla (Colombia).
- Medalla Cruz Roja Colombiana (Colombia).
- Medalla Sociedad Bolivariana Colombiana (Colombia).
- Medalla al Mérito Cooperativo (Colombia)
- Medalla Orden al Mérito de las Comunicaciones (Colombia).
- Medalla Cooperativa de Trabajadores Ferroviarios (Colombia).
- Medalla Confederación Colombiana de Padres de Familia (Colombia).
- Moneda Antonio Nariño Academia Colombiana de Historia (Colombia).
- Placa Asociación Colombiana de Amigos del Árbol (Colombia).
- Placa III Asamblea General Asistencia de Confecamaras (Colombia).

#### Internacionales

Escudo como caballero de Carlos III.

- Real y Distinguida Orden Española de Carlos III, Gran Cruz (España).
- Real Orden de Isabel La Católica Gran Cruz (España).
- Gran Cruz de la Orden Civil de Alfonso X El Sabio (España).
- Placa Club Cazadores de Angola. (Luanda - Angola).
- Colegio Mayor Colombiano "Miguel Antonio Caro" Placa conmemorativa (España).
- Moneda conmemorativa de la entrega del Buque Gloria en Bilbao (Bilbao - España).
- Moneda conmemorativa de los 150 años de creación del City Bank (1812-1962) (Nueva York – Estados Unidos).
- Radio España Moneda conmemorativa del 40 aniversario (España).
- Medalla Club de Leones Internacional.
- Medalla Cruz Cultural de Ibarra (Ibarra - Ecuador).
- Medalla Orden al Mérito Civil (España).
- Orden el “Sol del Perú” en el grado de Gran Cruz (Perú).
- Medalla Instituto de Cultura Hispánica (España).
- Medalla Iberoamericana William Prescott (Estados Unidos).
- Medalla Cruz Roja Española (España).
- Gran Collar de la Orden Piano XII (Ciudad del Vaticano).
- Orden al Mérito de Chile – Gran Collar (primera clase) (Chile).
- Cordón Especial en la Orden de Nubes Propicias (República China).
- Orden del Mérito de la República Federal de Alemania (Alemania).
- Legión de Honor Gran Cruz (Francia).
- Condecoración Gran Collar de la Orden del Libertador en Primera Clase (Venezuela).

#### Títulos honorarios y académicos
- Doctor honoris causa en Derecho Ciencias Políticas y Sociales. (Universidad del Cauca).
- Academia Doctores de Madrid - Académico de Honor (España).
- Instituto de Cultura Hispánica - Miembro de Honor (España).
- Hermano Mayor Honorario de la Real e Ilustre Hermandad del Santísimo Cristo de la Expiración y Nuestra Señora del Patrocinio de Sevilla (España).

#### Dedicatorias
- Resolución n.º 001 de 1971. Directorio Municipal Conservador de Popayán.
- Proposición n.º 51. Al cumplirse el Décimo aniversario del fallecimiento del doctor Guillermo León Valencia. Senado de la República.
- Poema “Hombre de Paz”. Por Jorge Robledo Ortiz.
- Poema “Colombia a Guillermo León Valencia”. Por Gonzalo Arango.
- Dibujo del rostro de Guillermo León Valencia. Por Oswaldo Guayasamín.